# Di questo non si parla
Di questo non si parla (De eso no se habla) è un film del 1993 diretto da María Luisa Bemberg.

## Trama
A San Josè de Los Altares, un paese dell'America del Sud, vive la vedova Leonor con la figlia Charlotte. Quest'ultima - una ragazza intelligente e colta - è per la madre (donna agiata e fiera) un problema: la ragazza è nana. Nel paese pieno di gente ottusa e malevola, Leonor rifiuta ogni compassione e del caso di Charlotte non si deve neppure parlare. Per la sua umiliazione e la sua determinazione Leonor, che pure ama la figlia alla quale nulla fa mancare, fa vivere Charlotte educandola alle letture e alla musica. Un misterioso e molto anziano scapolo, Ludovico D'Andrea, magistralmente interpretato da Marcello Mastroianni, fa però amicizia con la nana. Questi è persona gentile e quieta, in apparenza benestante, ben visto dagli amici e vezzeggiato dalle donne del bordello di Madama. Eppure egli dimostra un caldo affetto per Charlotte, che affascina con racconti di terre lontane. Per il quindicesimo compleanno di Charlotte e su commissione della madre, Ludovico acquista e fa trovare alla ragazza uno scalpitante cavallo bianco. Un giorno in cui vede Charlotte in groppa al destriero nel fienile trasformato in un ridotto maneggio, l'uomo (che a quanto ha fatto capire di donne ne ha avute tante) scopre di essere innamorato. Allora fugge, poi torna e chiede in sposa la nana a sua madre, sconvolta per l'equivoco (aveva pensato di essere lei la prescelta), oltre che per l'anormalità della situazione. Per le nozze partecipa una gran folla in chiesa (il muro del silenzio è crollato davanti a torta e champagne). Poi, per l'interessamento della suocera, D'Andrea viene eletto sindaco. Successivamente, arrivato in paese un circo, Leonor tenta invano di farne annullare l'unico spettacolo: il genero si rifiuta di prendere una tale decisione. Nella notte successiva egli si desta poiché Charlotte sta preparandosi ad uscire. Ludovico finge di dormire: è il circo che attira la nana, che si aggira felice, mentre i lavoranti gia stanno smontando tendone e gabbie per partire. Al mattino un colorito corteo, con musicanti, ballerine e clown segue il cavallo bianco di Charlotte che, sotto una corona di cartapeste dorata, sorride piena di gioia lasciando il ghetto cui la madre l'aveva obbligata. Leonor si chiude per sempre in casa mentre Ludovico scompare: la sua barca viene trovata vuota in mare.